# Гульдалинський сільський округ
Гульдали́нський сільський округ (каз. Гүлдала ауылдық округі, рос. Гульдалинский сельский округ) — адміністративна одиниця у складі Талгарського району Алматинської області Казахстану. Адміністративний центр — село Гульдала.
Населення — 11876 осіб (2021; 8234 у 2009, 6198 у 1999, 5489 у 1989).
Станом на 1989 рік існувала Краснопольська сільська рада (села Гагаріно, Кайрат, Колхозши, Красне Поле, Свердлово). 2014 року села Альмерек, Кайрат та Колхозши були приєднані до міста Алмати.

## Склад
До складу округу входять такі населені пункти:
| Населений пункт     | Населення, осіб (1989) | Населення, осіб (1999) | Населення, осіб (2009) | Населення, осіб (2021) |
| ------------------- | ---------------------- | ---------------------- | ---------------------- | ---------------------- |
| Гульдала, село      | 4796                   | 5382                   | 7104                   | 9041                   |
| Жана-Куат, село     | -                      | -                      | -                      | 908                    |
| Кіши-Байсерке, село | 693                    | 816                    | 1130                   | 1927                   |